# Music for a New Society
Music for a New Society – album walijskiego kompozytora Johna Cale’a, 
wydane we wrześniu 1982 nakładem wytwórni muzycznej ZE Records. Płyta została zarejestrowana i wyprodukowana przez Cale’a Sky Line Studios w Nowym Jorku.

## Lista utworów
1. „Taking Your Life in Your Hands“ (John Cale) − 4:45
2. „Thoughtless Kind“ (John Cale) − 2:37
3. „Sanities“ (John Cale) − 5:58
4. „If You Were Still Around“ (John Cale, Sam Shepard) − 3:25
5. „(I Keep A) Close Watch“ (John Cale) − 3:06
6. „Broken Bird“ (John Cale) − 4:43
7. „Chinese Envoy“ (John Cale) − 3:09
8. „Changes Made“ (John Cale) − 3:11
9. „Damn Life“ (John Cale, Risé Cale) − 5:10
10. „Risé, Sam and Rimsky-Korsakov“ (John Cale, Sam Shepard) − 2:12
11. „In the Library of Force“ (John Cale) − 5:56

## Twórcy
- John Cale − śpiew, instrumenty klawiszowe, gitara
- Allen Lanier − gitara
- David Young − gitara
- Chris Spedding − gitara
- David Lichtenstein − perkusja
- John Wonderling
- Mike McLintock − wokal wspierający
- Robert Elk − dudy
- Tom Fitzgibbon − dudy
- Risé Cale − śpiew („Risé, Sam and Rimsky-Korsakov“)